# Forteresse de Jajce
La forteresse de Jajce se trouve en Bosnie-Herzégovine, sur le territoire de la ville de Jajce et dans la municipalité de Jajce. Elle remonte au Moyen Âge et est inscrite sur la liste des monuments nationaux de Bosnie-Herzégovine ; les bastions et les remparts font l'objet d'un classement particulier. La forteresse fait partie de l'« ensemble naturel et architectural de Jajce » proposé par le pays pour une inscription au patrimoine mondial de l'UNESCO.

## Description

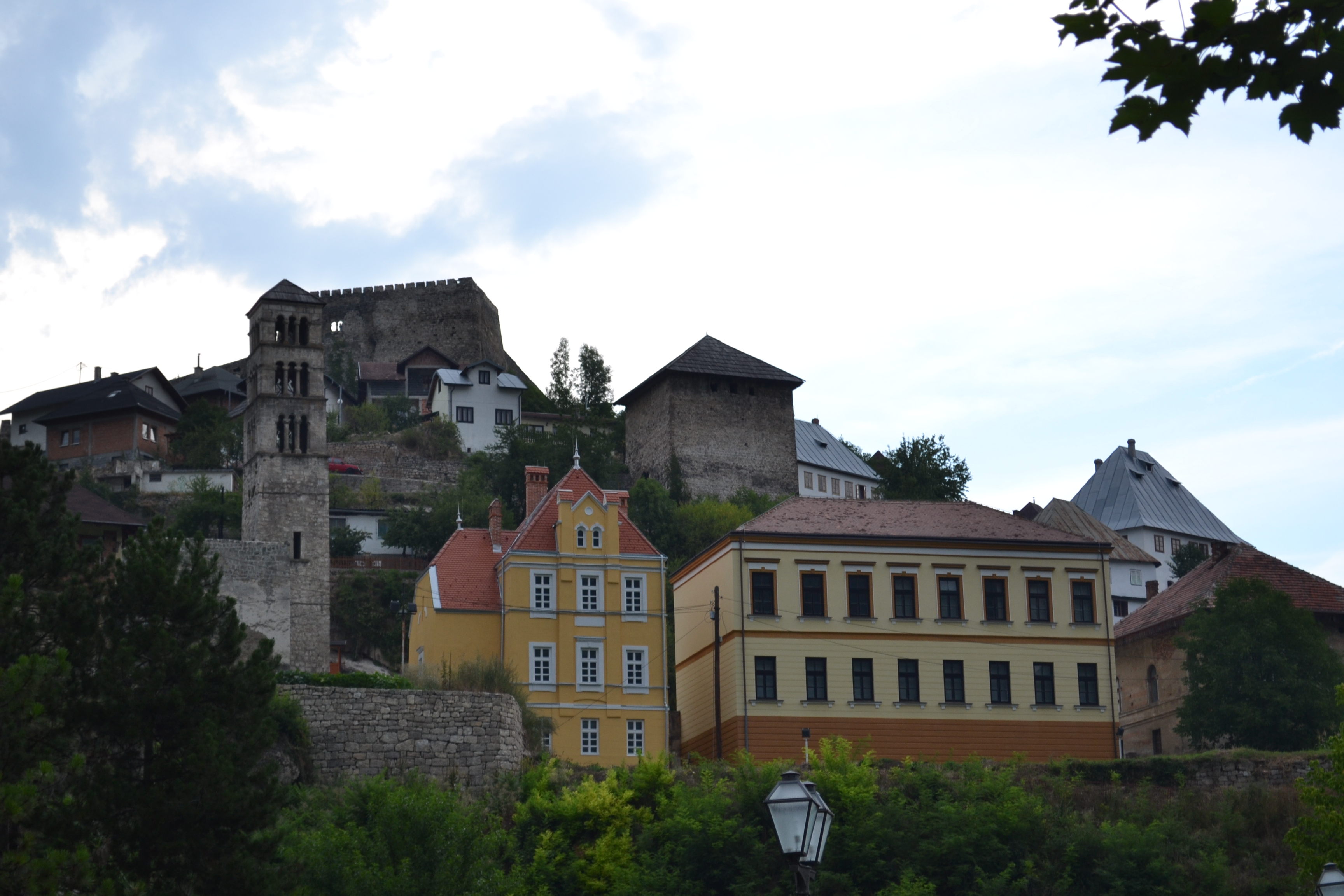
Autre vue de la forteresse